# Studentendoppelgrab

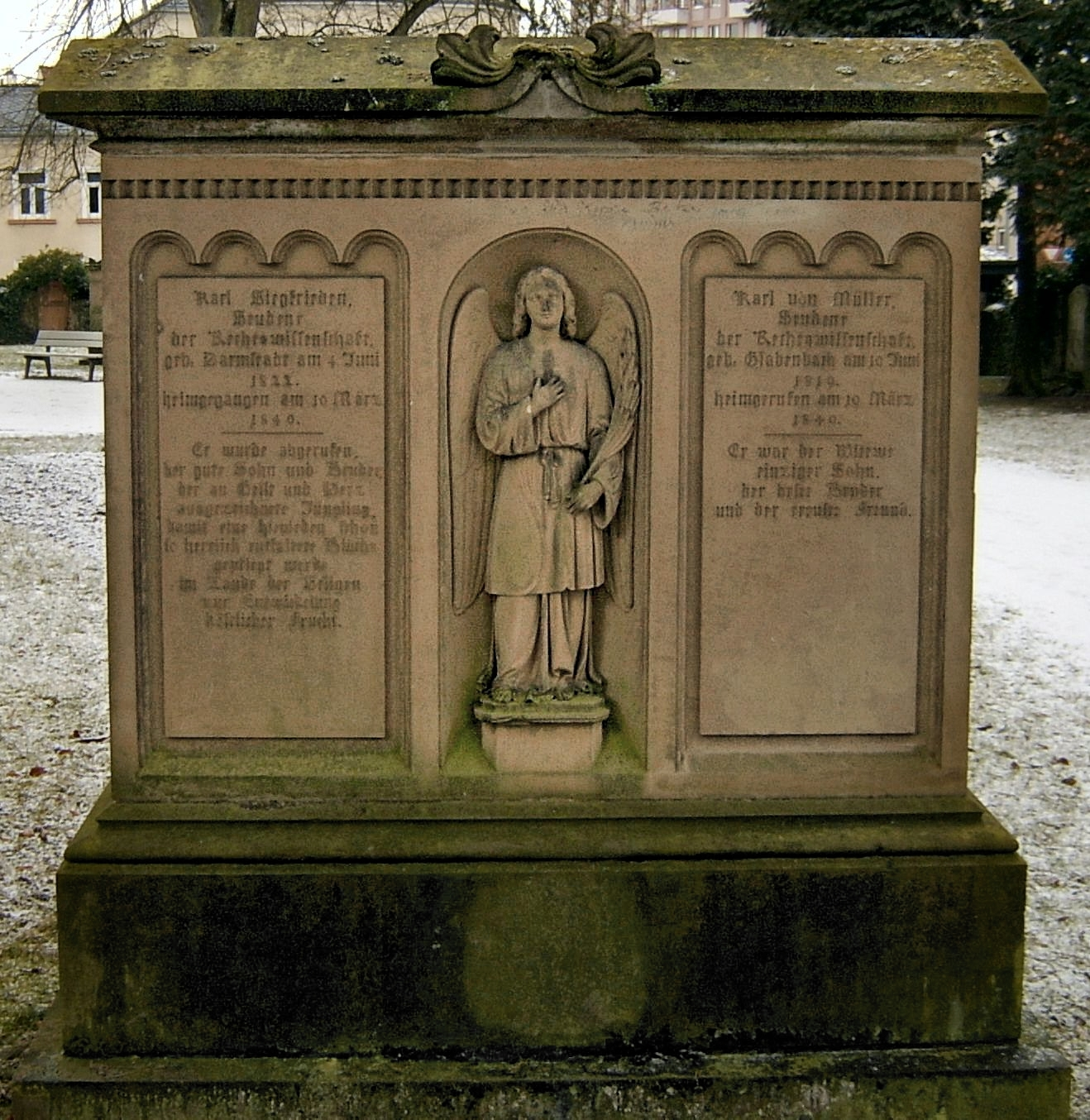
Der Grabstein für Karl Siegfrieden und Karl von Müller

Das Studentendoppelgrab ist eine der berühmtesten Grabstellen der mittelhessischen Universitätsstadt Gießen. Es befindet sich in der Nordwestecke des vollständig denkmalgeschützten Alten Friedhofes, unmittelbar am Eingang Licher Straße.
Gewidmet ist das Doppelgrab Karl Siegfrieden (* 4. Juni 1822 in Darmstadt) und Karl von Müller (* 10. Juni 1819 in Gladenbach), die beide am 10. März 1840 in Gießen verstarben und in einer gemeinsamen Grabstelle beerdigt wurden.

## Geschichte
Karl Siegfrieden und Karl von Müller studierten beide Rechtswissenschaft an der Gießener Academia Ludoviciana und wohnten zusammen im Gasthaus „Zum Einhorn“. Von Müller war Mitstifter des 1839 gegründeten Corps Teutonia Gießen. Bekanntheit erlangten sie durch ihr gemeinsames Schicksal: Siegfrieden erkrankte am damals noch nicht heilbaren Typhus und wurde von seinem Freund gepflegt, wobei sich dieser selbst infizierte. Beide starben am selben Tag. Sie wurden daraufhin vom Corps mit einem akademischen Leichenbegängnis in Form eines feierlichen Trauerzugs mit Fackeln geehrt und auf dem Alten Friedhof bestattet.
Die Angehörigen der beiden verstorbenen Studenten ließen auf der Grabstelle einen gemeinsamen Grabstein errichten. Der Doppelgrabstein besteht aus Sandstein und enthält zwei mit Inschriften versehene Texttafeln sowie eine mittig angeordnete Bogennische mit einer nazarenischen Engelsfigur, die einen Palmenzweig in der linken Hand hält. Die Engelsfigur, welche die christliche Botschaft des Friedens und der Auferstehung symbolisiert, entsprach dem Freundschaftsideal der damaligen Romantik.

Inschriften
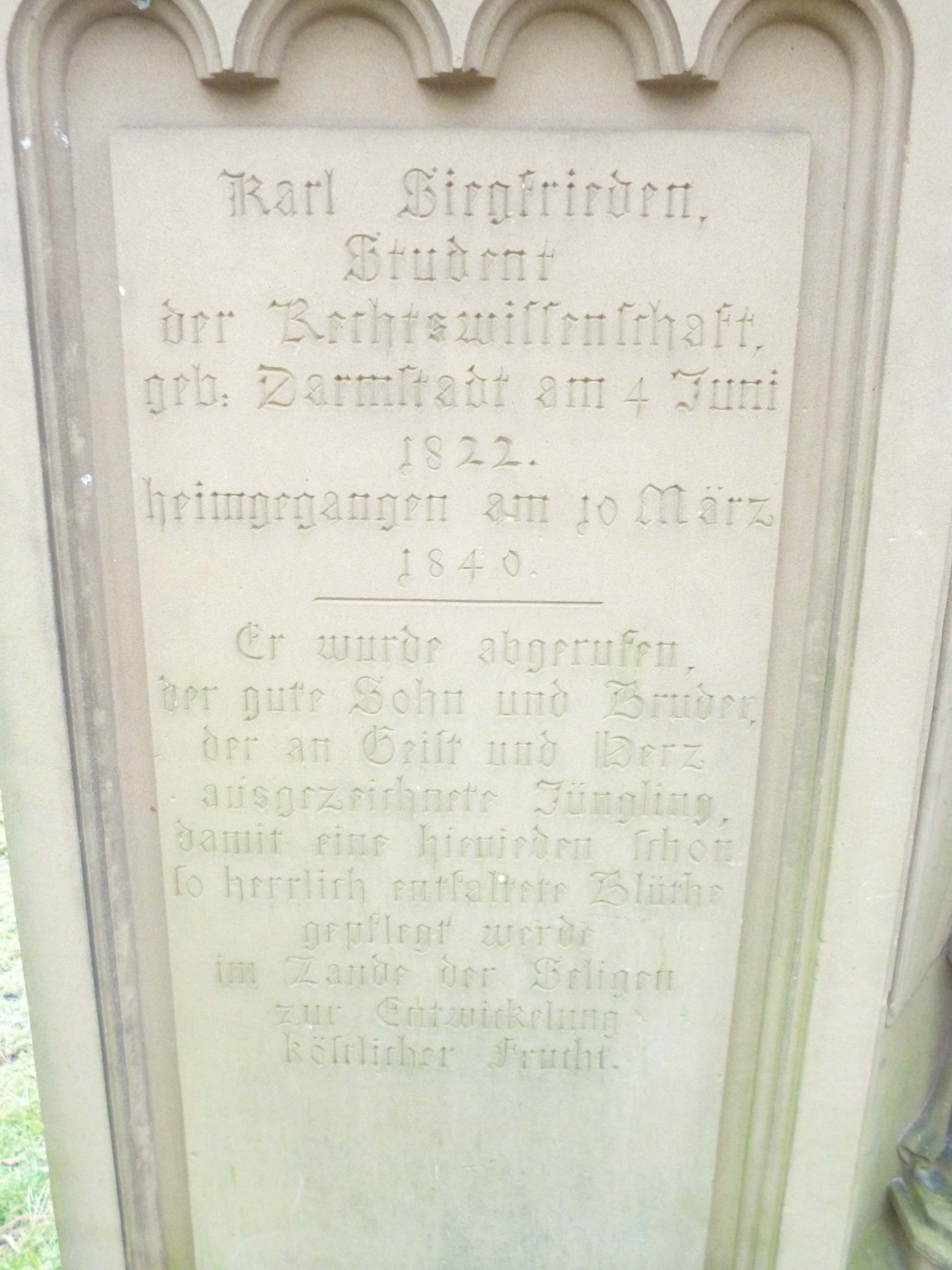
für Karl Siegfrieden
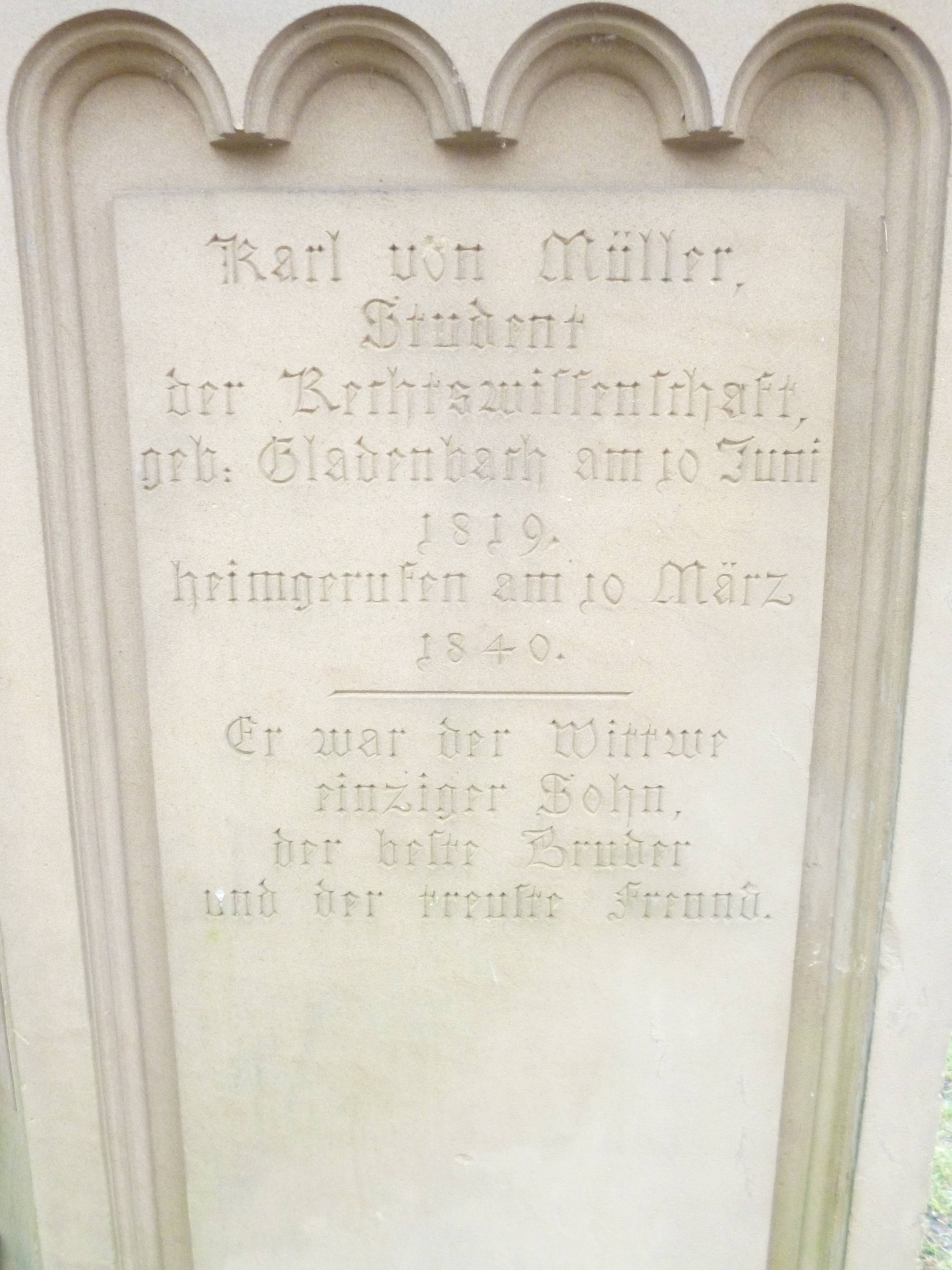
für Karl von Müller

Die Texte auf dem Grabstein lauten:
| Karl Siegfrieden, Student der Rechtswissenschaft, geb: Darmstadt am 4 Juni 1822. heimgegangen am 10 März 1840. --------------- Er wurde abgerufen, der gute Sohn und Bruder, der an Geist und Herz ausgezeichnete Jüngling, damit eine hienieden schon so herrlich entfaltete Blüthe gepflegt werde im Lande der Seligen zur Entwickelung köstlicher Frucht. | Karl von Müller, Student der Rechtswissenschaft, geb: Gladenbach am 10 Juni 1819. heimgerufen am 10 März 1840. --------------- Er war der Wittwe einziger Sohn, der beste Bruder und der treuste Freund. |

Der identische Todestag der Studenten und deren gemeinsame Grabstelle beflügelten über Jahrzehnte die Phantasie zahlreicher Friedhofsbesucher und Gießener Bürger und nährte den Mythos, beide seien im Zuge eines Duells verstorben. 2008 wurde in der Regionalpresse unter Bezug auf einen früheren Bericht des Geheimen Regierungsrats Georg Fritz aus Alzey in einer Chronik des Corps von 1939 klargestellt, dass beide Studenten an der damals meist tödlich verlaufenden Infektionskrankheit Typhus gestorben seien.